# ISO 3166-2:CW
Die zur Kennzeichnung geografischer Einheiten dienende Liste der ISO 3166-2-Codes für  Curaçao enthält ausschließlich den Code für  Curaçao. Es existieren keine weiteren Unterteilungen.

Dieser Code besteht nur aus einem Teil. Dieser gibt den Code gemäß ISO 3166-1 (für  Curaçao CW) wieder.
Die aktuellen Codes stehen auf der Seite der ISO unter #iso:code:3166:CW zur Verfügung.

Für Curaçao gilt auch der Code NL-CW im Eintrag ISO 3166-2:NL für die Niederlande.